# Список умерших в 1120 году
В этой статье представлен список известных людей, умерших в 1120 году.
См. также: Категория:Умершие в 1120 году

## Июнь
- 3 июня — Роберт I — князь Капуи (1106—1120), граф Аверсы (1106—1120).
- 10 июня — Ричард III[англ.] — князь Капуи (1120), граф Аверсы (1120)

## Июль
- 15 июля — Святой Эгино[нем.] — аббат аббатства святых Ульриха и Афры в Аугсбурге, святой римско-католической церкви[1].

## Сентябрь
- 3 сентября — Жерар Тен — основатель и первый великий магистр (ректор) ордена госпитальеров (Мальтийского ордена) (1099—1120)
- 24 сентября — Вельф V — маркграф Тосканы (1089—1095), герцог Баварии (1101—1120)

## Октябрь
- 4 октября — Джордано да Кливио[итал.] — архиепископ Милана (1112—1120)

## Ноябрь
- 25 ноября
  - Вильгельм Аделин — единственный законный сын и наследник английского короля Генриха I, погибший в 1120 г. в результате крушения «Белого корабля» у берегов Нормандии.
  - Ричард д’Авранш — граф Честер и виконт д’Авранш (1101—1120). Погиб при крушении «Белого корабля»
  - Матильда де Блуа — графиня-консорт Честера (1115—1120), жена Ричарда д’Авранш. Погибла при крушении «Белого корабля»
  - Джефри Ридел — английский королевский юрист. Погиб при крушении «Белого корабля»
  - Матильда Фицрой — графиня-консорт дю Перш, жена графа Ротру III Великого. Погибла при крушении «Белого корабля»
  - Оттивел Фиц-Эрл — незаконнорожденный сын Гуго д’Авранша, 1-го графа Честера, воспитатель детей английского короля Генриха I. Утонул при крушении «Белого корабля»
  - Томас Фицстефен[англ.] — капитан Белого корабля. Погиб при крушении своего корабля.

## Декабрь
- 17 декабря — Бодуэн III де Эно — граф Эно (1098—1120).

## Дата неизвестна или требует уточнения
- Аймон II де Бурбон — сеньор де Бурбон (1116—1120)
- Афридун I — Ширваншах (1106-1120).
- Бахья ибн Пакуда — раввин, философ и поэт, автор книги Ховот Алевавот.
- Ботвид[швед.] — христианский миссионер в Швеции, святой римско-католической церкви.
- Брунинг[нем.] — епископ Хильдесхайма (1115—1119)
- Вильгельм — англонормандский аристократ, 2-й граф Корнуолл (1095—1104) и один из лидеров баронской оппозиции против короля Генриха I.
- Эдо Дапифер — нормандский рыцарь, участник завоевания Англии, лорд-сенешаль английского короля.
- Гильом V — граф Ангулемский (1087—1120)
- Годфри Отвиль — старший законнорождённый сын великого графа Сицилии Рожера I, граф Рагузы.
- Святой Жерард[англ.] — реформатор и создатель монастырей, святой римско-католической церкви.
- Жирослав I[англ.] — епископ Вроцлава (1112—1120)
- Ингигерда Норвежская — королева-консорт Дании (1086—1095), жена короля Олафа I; королева-консорт Швеции (1105—1118), жена короля Филиппа
- Иоанн VI[англ.] — герцог Неаполя (1107—1120). По другим источникам, умер в 1123 году.
- Пьетро ле Клерк — католический церковный деятель XI—XII века, кардинал-дьякон Сант-Андреа-аль-Форо (1062—1072), кардинал-священник Сан-Кризогоно (1072—1088), кардинал-священник Санта-Сабина (1118—1120)
- Кулоттунга Чола I[англ.] — правитель Чолы (1070—1120)